# Electrona subaspera
Electrona subaspera is een straalvinnige vissensoort uit de familie van de lantaarnvissen (Myctophidae). De wetenschappelijke naam van de soort werd in 1864 gepubliceerd door Albert Günther.